# Rotes Waldvöglein

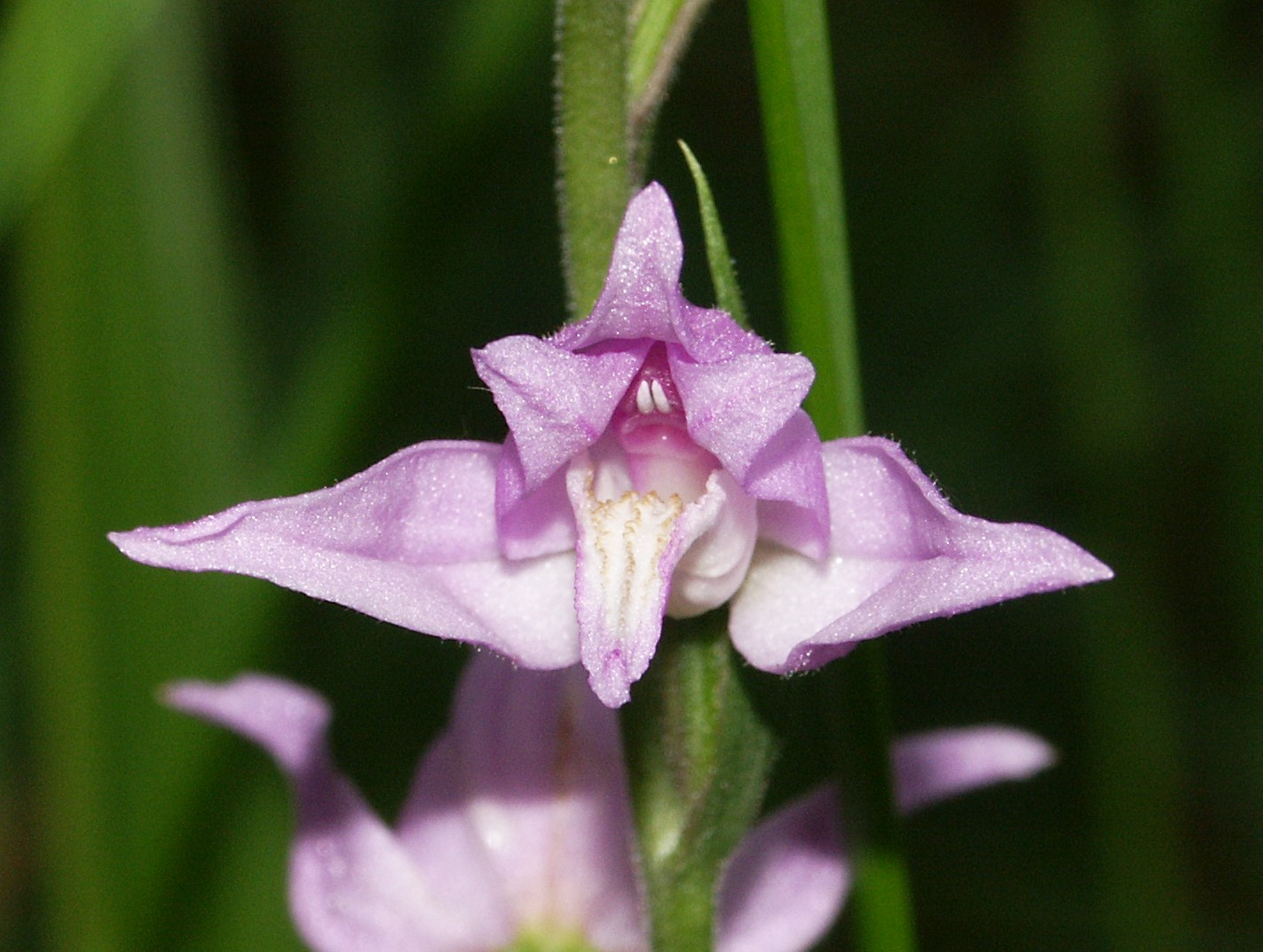
Rotes Waldvöglein, Blüte

Das Rote Waldvöglein (Cephalanthera rubra), auch Purpur-Waldvöglein, ist eine Pflanzenart aus der Gattung Waldvöglein (Cephalanthera) in der Familie der Orchideen (Orchideaceae) und zählt zu den auffälligsten Orchideen unserer Regionen. Es wurde zur Blume des Jahres 1982 gewählt.

## Name
Die Art Cephalanthera rubra wurde im Jahr 1817 von dem französischen Botaniker Professor Louis Claude Marie Richard aufgestellt. Der Name setzt sich aus dem griechischen κεφαλή cephalae = Kopf, ανθηρός antheros = blühend und dem lateinischen ruber = rot zusammen und weist darauf hin, dass die Anthere der Columna wie ein Kopf aufsitzt. Der deutsche Name Rotes Waldvöglein, auch Rotes Waldvögelein, Purpur-Waldvöglein oder Rote Waldlilie, nimmt Bezug auf Form und Farbe der Blütengestalt.

## Beschreibung

### Habitus und Blätter
Das Rote Waldvöglein ist eine ausdauernde, krautige Pflanze, die eine durchschnittliche Wuchshöhe von 20 bis 70 Zentimeter erreicht. Dieser Geophyt bildet kräftige, kurze, kriechende und abwärtsgerichtete Rhizome als Überdauerungsorgane, die meist verzweigt sind und durch Adventivsprosse zur Büschelbildung der Pflanzen beitragen.
Der zierliche, etwas kurvig gewachsene Stängel ist im unteren Teil kahl und im oberen Teil dicht drüsig behaart. Am Grunde des Stängels entstehen einige Schuppenblätter. Die zwei bis acht schmalen, lanzettlichen bis lineal–lanzettlichen Laubblätter sind 5 bis 14 Zentimeter lang und 1 bis 3 Zentimeter breit und werden zum Blütenstand hin kleiner. Auch die Tragblätter werden zur Stängelspitze hin kleiner.

### Blütenstand und Blüten
Der lockere Blütenstand, eine Ähre, ist langgestreckt und besteht aus einigen wenigen bis zu über 20 Blüten. Die rosaroten bis fast violetten und selten weißen Blüten werden bis 5 Zentimeter groß. Die kahlen, 15 bis 20 Millimeter langen und 7 bis 10 Millimeter breiten Kronblätter (Petalen) sind oval–lanzettlich. Die Kelchblätter (Sepalen) sind länglich–lanzettlich, 16 bis 23 Millimeter lang, 6 bis 7 Millimeter breit und außen behaart. Die 15 bis 20 Millimeter lange Lippe (Labellum) hat keinen Sporn, sondern am hinteren Teil eine an einen Sack erinnernde Ausstülpüng. Sie ist zweigliedrig und im vorderen Teil dreieckig zugespitzt mit violettem Rand und gekräuselten, gelblichen Leisten. Der Fruchtknoten ist kurz, aufrecht und behaart und wird meist von den drüsigen Tragblättern überragt.
Die Blütezeit beginnt Ende Mai und erstreckt sich bis Ende Juli, gelegentlich bis Anfang August. Die Hauptblütezeit ist Mitte Juni bis Anfang Juli. Die Reifezeit der Früchte beginnt ab Oktober.

## Genetik und Entwicklung
Das Rote Waldvöglein hat einen Karyotyp von zwei Chromosomensätzen und jeweils 18 Chromosomen (Zytologie: 2n = 36).
Der Same dieser Orchidee enthält keinerlei Nährgewebe für den Keimling. Die Keimung erfolgt daher nur bei Infektion durch einen Wurzelpilz (Mykorrhiza). Die Dauer von der Keimung bis zur Entwicklung der blühfähigen Pflanze konnte noch nicht hinreichend bestimmt werden.

## Varietäten und Hybriden

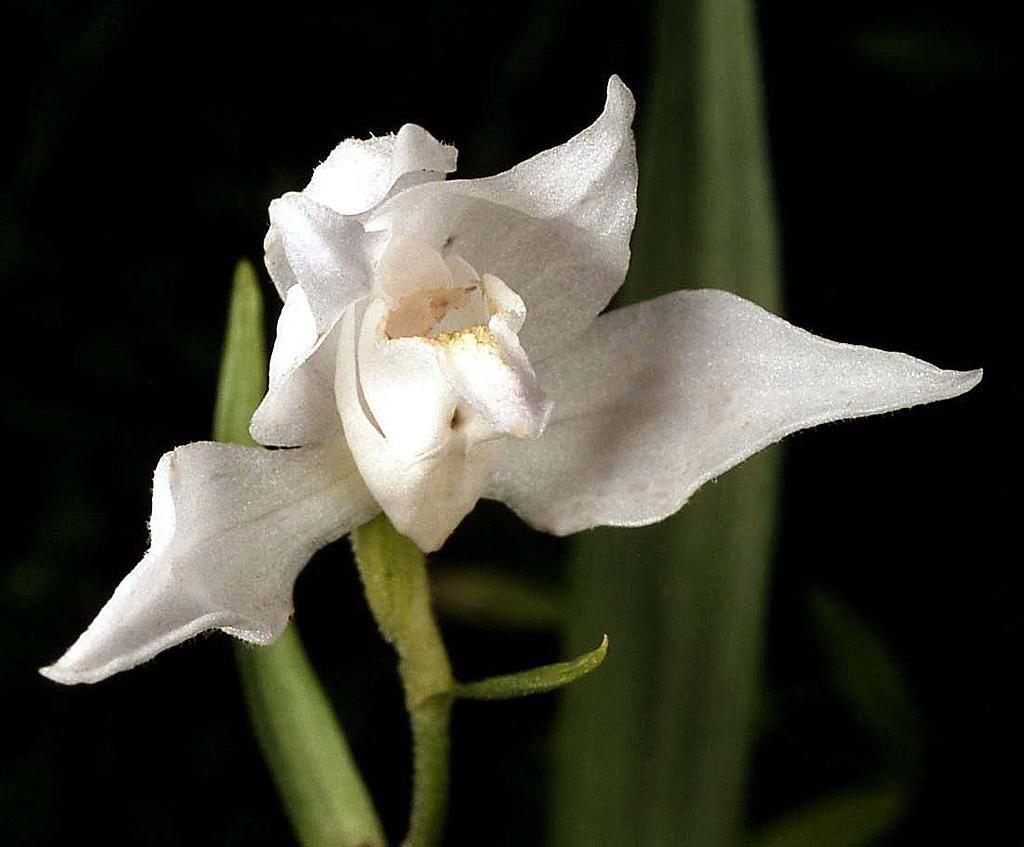
Varietät Cephalanthera rubra var. alba

Unterarten sind von dieser Art nicht bekannt.
Sehr selten treten Pflanzen mit reinweißen Blüten auf:
- Cephalanthera rubra f. alba Raynaud

Sehr selten entstehen Hybriden mit anderen Cephalanthera – Arten:
- Cephalanthera × mayeri (E.Mayer & Zimmerm.) A.Camus 1929 (Cephalanthera rubra × Cephalanthera damasonium)
- Cephalanthera × otto-hechtii G. Keller 1930 (Cephalanthera rubra × Cephalanthera longifolia)

## Ökologie

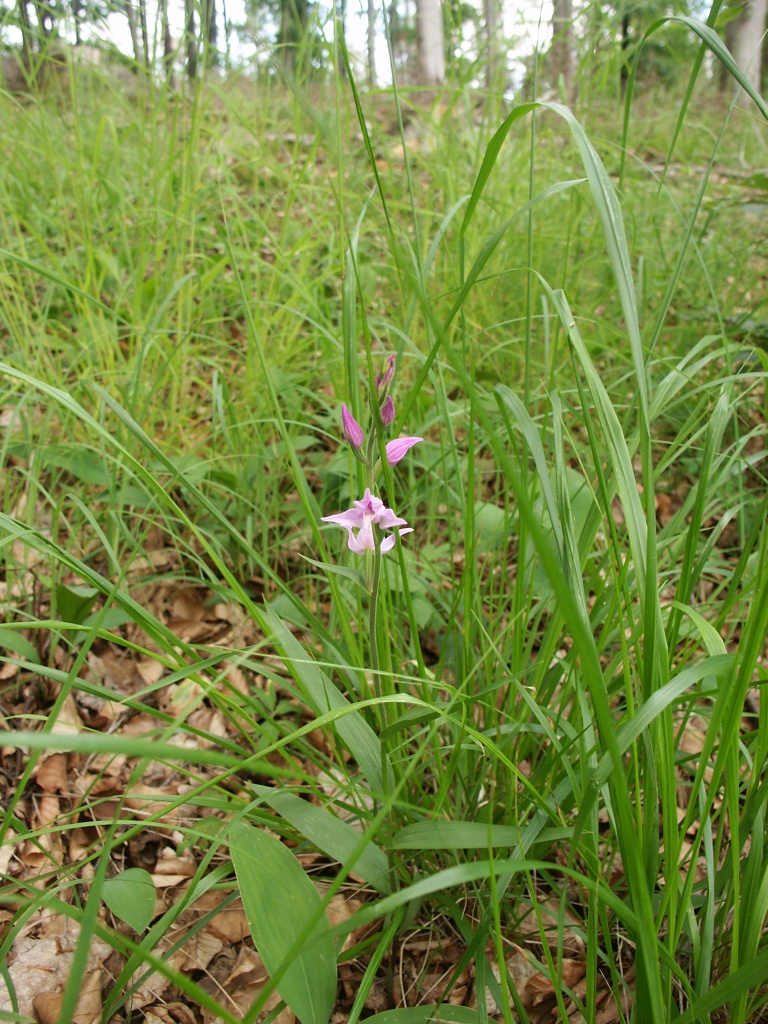
Rotes Waldvöglein im lichten Buchenwald am Rand der Schwäbisch-Fränkischen Waldberge

Das Rote Waldvöglein bevorzugt lichte, trockene Laubwälder (besonders Buchenwälder), Kiefern- und Fichtenwälder, Waldränder und Gebüsche bis 2600 Meter und ist seltener auf Halbtrockenrasen zu finden. Es liebt kalkhaltige Böden mit einem pH-Wert von 5,9 bis 8,2; kommt jedoch auch auf Sand- und Lehmböden vor (z. B. in Rheinland-Pfalz). Wie intensiv die Färbung der Blüten ausgeprägt ist, wird stark vom Kalkgehalt des Bodens bestimmt. Je kalkreicher der Untergrund ist, umso kräftigere Farben bilden sich heraus.
Die roten Blüten werden trotz fehlenden Nektars von Scherenbienen der Gattung Chelostoma besucht. Offenbar verwechseln die Bienen die Blüten mit blau blühenden Glockenblumen-Arten der Gattung Campanula desselben Standorts, da die Reflexionsmuster beider Arten in dem für sie sichtbaren Wellenbereich fast identisch sind.
Das Rote Waldvögelein wird meist von Fliegen bestäubt, aber auch Selbstbestäubung ist erfolgreich, weil die Pollenpakete nach unten neigen und die Narben berühren. Es blüht oft mehrere Jahre nicht.
Das Rote Waldvöglein findet sich in den Pflanzengesellschaften der Verbände Cephalanthero-Fagion, Cytiso ruthenici-Pinion, Carpinion, Geranion sanguinei oder Erico-Pinion. (Aufschlüsselung siehe: Pflanzensoziologische Einheiten nach Oberdorfer).

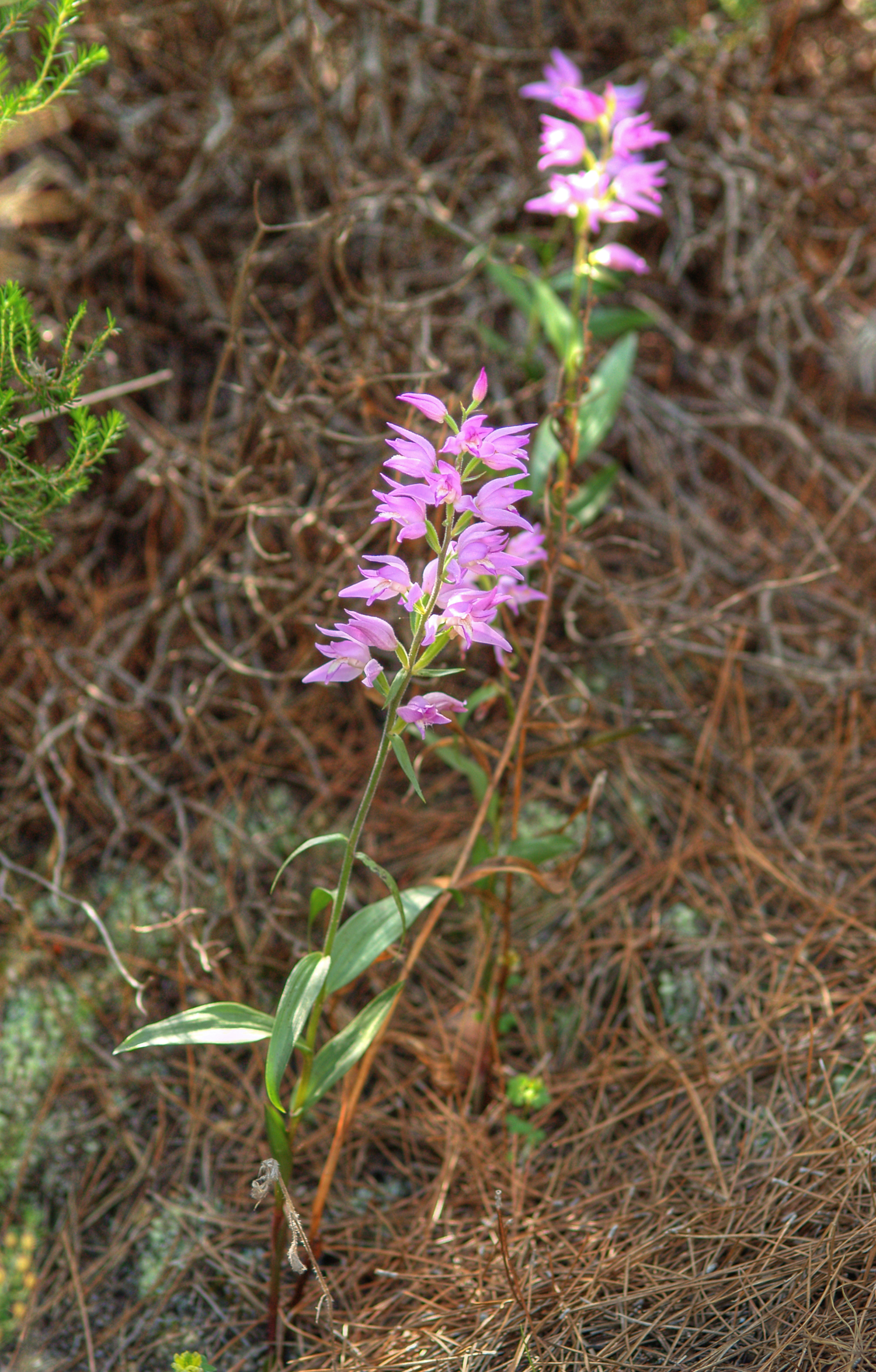
Rotes Waldvöglein (Cephalanthera rubra) in Thasos, Griechenland

## Verbreitung und Standortbedingungen
Das Verbreitungsareal des Roten Waldvögleins erstreckt sich von Nordafrika über ganz Europa bis zur Krim und zum Kaukasus und Zentralasien. Es wird in seiner Verbreitung als subatlantisch-zentraleuropäisch eingeordnet. Nach dem Orchideenkundler Karl-Peter Buttler ist es ein Florenelement der meridional/montanen, submeridionalen und temperaten Florenzone. In Europa kommt es in fast allen Ländern vor und fehlt nur in Irland, Island und Moldau und kam früher in den Niederlanden vor.
Es fehlt im Tiefland westlich der Elbe und ist nördlich und östlich von ihr nur selten anzutreffen. In den Mittelgebirgen und in den Alpen über Kalk oder auf basischem Boden kommt es ebenfalls nur selten und meist vereinzelt wachsend vor, es kann dort aber gelegentlich auch in kleineren Trupps auftreten. Es steigt in den Alpen selten über 1000 m auf. In den Allgäuer Alpen kommt es im Tiroler Teil zwischen Vorderhornbach und den Stallmähdern bis zu 1300 m Meereshöhe auf. Nach Baumann und Künkele hat die Art in den Alpenländern folgende Höhengrenzen: Deutschland 10–1500 Meter, Frankreich 0–1900 Meter, Schweiz 200–1900 Meter, Liechtenstein 450–1440 Meter, Österreich 300–1802 Meter, Italien 20–1910 Meter, Slowenien 285–1440 Meter. In Griechenland steigt die Art bis 2400 Meter auf, in Marokko bis 2600 Meter.
In Deutschland ist das Rote Waldvöglein in den Bundesländern Baden-Württemberg, Bayern, Berlin, Brandenburg, Bremen, Hessen, Mecklenburg-Vorpommern, Niedersachsen, Nordrhein-Westfalen, Rheinland-Pfalz, Saarland, Sachsen-Anhalt und Thüringen anzutreffen.
Das Rote Waldvögelein braucht zumindest kalkhaltigen oder doch basenreichen, lockeren, humosen, nicht zu trockenen Lehm- oder Tonboden mit guter Mullauflage. Es scheut volle Besonnung ebenso wie tiefen Schatten. Es besiedelt Laubwälder, Mischwälder und Kiefernbestände in warmen Lagen. Die ökologischen Zeigerwerte nach Landolt et al. 2010 sind in der Schweiz: Feuchtezahl F = 2+ (frisch), Lichtzahl L = 3 (halbschattig), Reaktionszahl R = 4 (neutral bis basisch), Temperaturzahl T = 4 (kollin), Nährstoffzahl N = 2 (nährstoffarm), Kontinentalitätszahl K = 4 (subkontinental).

### Naturschutz und Gefährdung
Wie alle in Europa vorkommenden Orchideenarten steht auch das Rote Waldvöglein unter strengem Schutz europäischer und nationaler Gesetze. Die Art ist in Deutschland durch die BArtSchV besonders geschützt.
- Rote Listen:

- Rote Liste Deutschland: 3

- Rote Liste Bundesländer: Baden-Württemberg: V, Bayern: *, Berlin: 1, Brandenburg: 2, Bremen: 2, Hamburg: -, Hessen: 3, Mecklenburg-Vorpommern: 2, Niedersachsen: 2, Nordrhein-Westfalen: 3, Rheinland-Pfalz: 3, Saarland: 2, Sachsen-Anhalt: 2, Sachsen: 0, Schleswig-Holstein: -, Thüringen: *.

- Rote Liste Schweiz: LC (Least Concern – nicht gefährdet)
- Rote Liste Österreich: im nördlichen und südöstlichen Alpenvorland sowie im pannonischen Gebiet gefährdet, bundesweit nicht gefährdet.

Die Bestandsentwicklung in Deutschland ist rückläufig. Es existieren nur noch zerstreute Vorkommen mit kleinen Beständen. Es wurde festgestellt, dass die Fertilität bei ungünstiger werdenden Lichtverhältnissen abnimmt. Dies betrifft vor allem Standorte in Gebüschen und Laubwäldern. Regulierende Maßnahmen werden hier zum Bestandsschutz empfohlen. Grundsätzlich ist im Kontext von Wegebauarbeiten auf die Schonung von Waldrändern zu achten.
- Orchidee des Jahres:

Der Arbeitskreis Heimischer Orchideen (AHO) in Deutschland, der sich in allen Bundesländern den Schutz, die Pflegemaßnahmen der Biotope, die Kartierung und wissenschaftliche Betreuung der heimischen Orchideenflora zur Aufgabe gemacht hat, wählte das Rote Waldvöglein (Cephalanthera rubra) zur „Orchidee des Jahres“ 2000, da die Bestände des Roten Waldvögleins in Deutschland in den letzten 100 Jahren überdurchschnittliche Rückgangstendenzen zeigen. Entscheidender Faktor dafür ist die Nutzungsänderung der Lebensräume dieser attraktiven Pflanze zu Monokulturen.

#### Monitoring
Der Schutz von C. rubra beinhaltet die Erhaltung spezifischer Waldbiotope für diese Art. Bei der Überwachung werden die Anzahl der Triebe (vegetativ und generativ), die Blattfläche und die Anzahl der Früchte an einem bestimmten Standort erfasst. Es wird empfohlen, messtechnische Daten (Summe aus Niederschlag und Lufttemperatur) sowie Daten zur Beschattung, zur Vegetation am Standort, zum Vorkommen von Glockenblumen (Campanula sp.) in der Umgebung und zum Totholzanteil zu erheben.

## Taxonomie
Der gültige botanische Name des Roten Waldvöglein lautet Cephalanthera rubra (L.) Rich.
Die Beschreibung des Basionyms Serapias rubra L. stammt von Carl von Linné aus dem Jahre 1767 in Systema Naturae ...Editio duodecima, reformata... ed. 12, Band 2, Seite 594. Die Art wurde 1817 von Louis Claude Marie Richard in Mémoires du Museum d'Histoire Naturelle Band 4, Seite 60 als Cephalanthera rubra (L.) Rich. in die Gattung Cephalanthera gestellt.
Weitere Botaniker haben das Rote Waldvöglein beschrieben; folgende Artnamen werden heute als Synonyme geführt:
- Serapias rubra L. 1767
- Epipactis rubra (L.) F.W.Schmidt 1795
- Cymbidium rubrum (L.) Sw. 1799
- Helleborine rubra (L.) Schrank 1814
- Dorycheile rubra (L.) Fuss 1866
- Limodorum rubrum (L.) Kuntze 1891

## Bilder

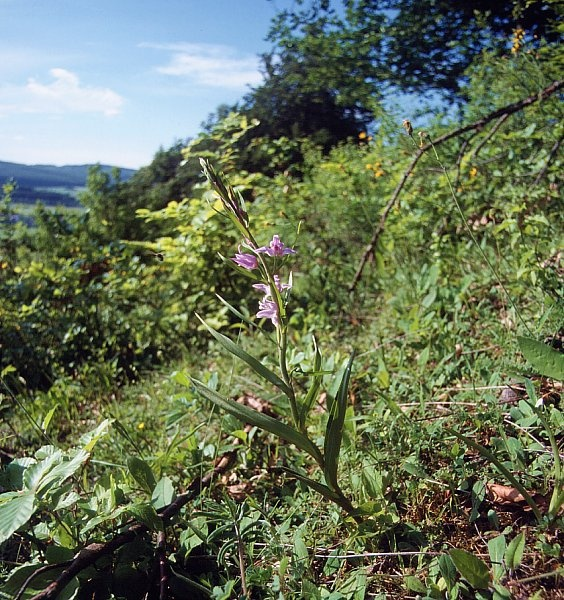
Rotes Waldvöglein im Biotop
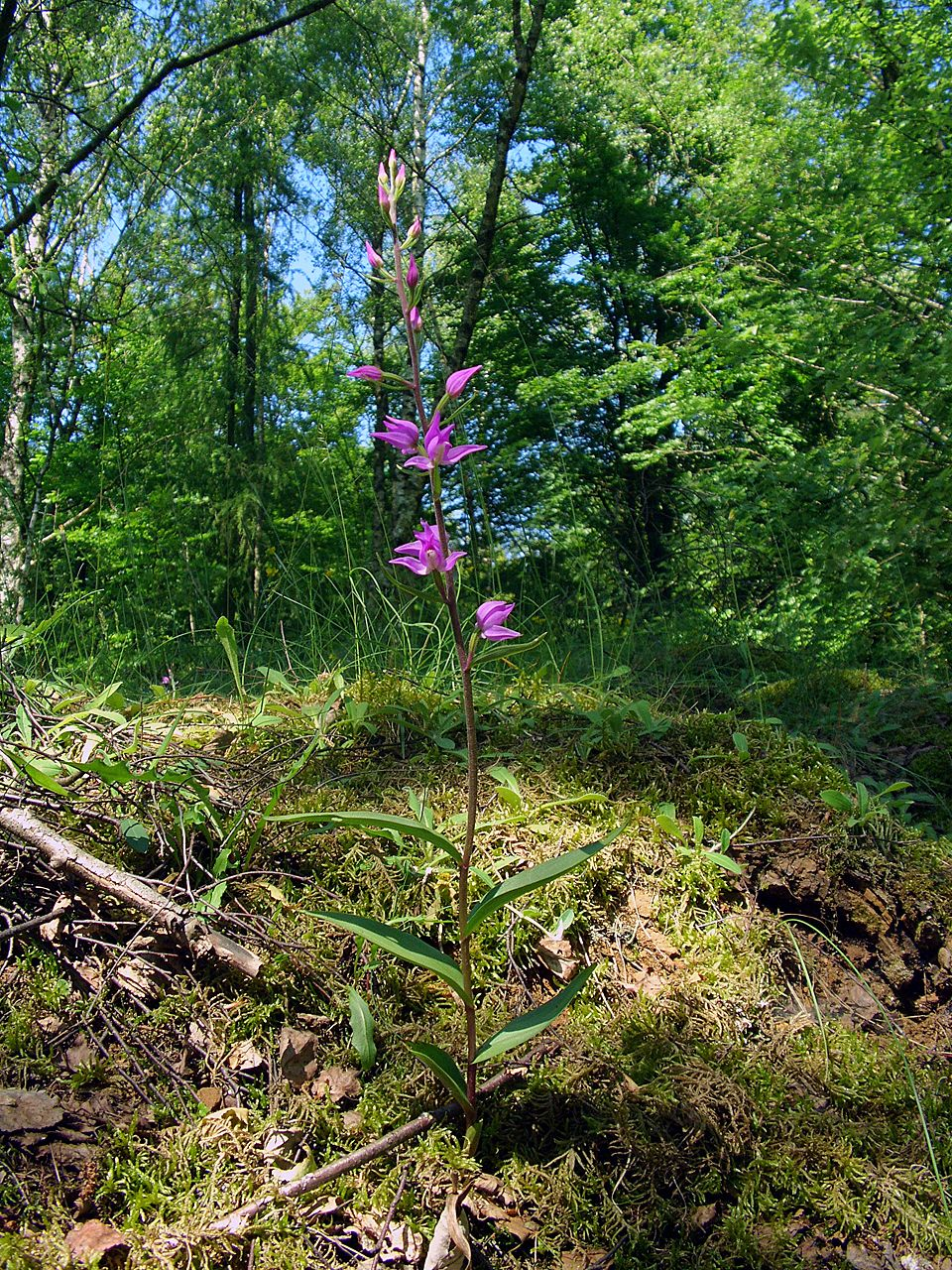
Cephalanthera rubra Habitat
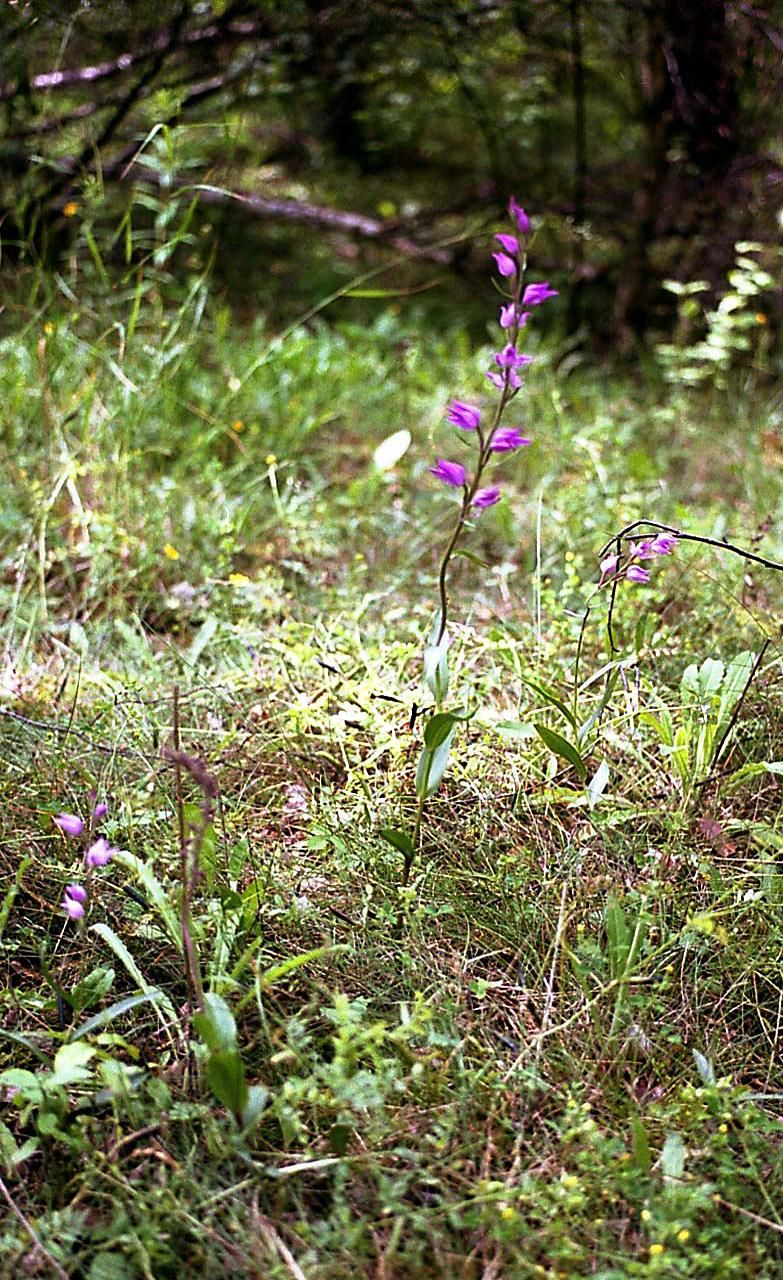
Cephalanthera rubra Habitat
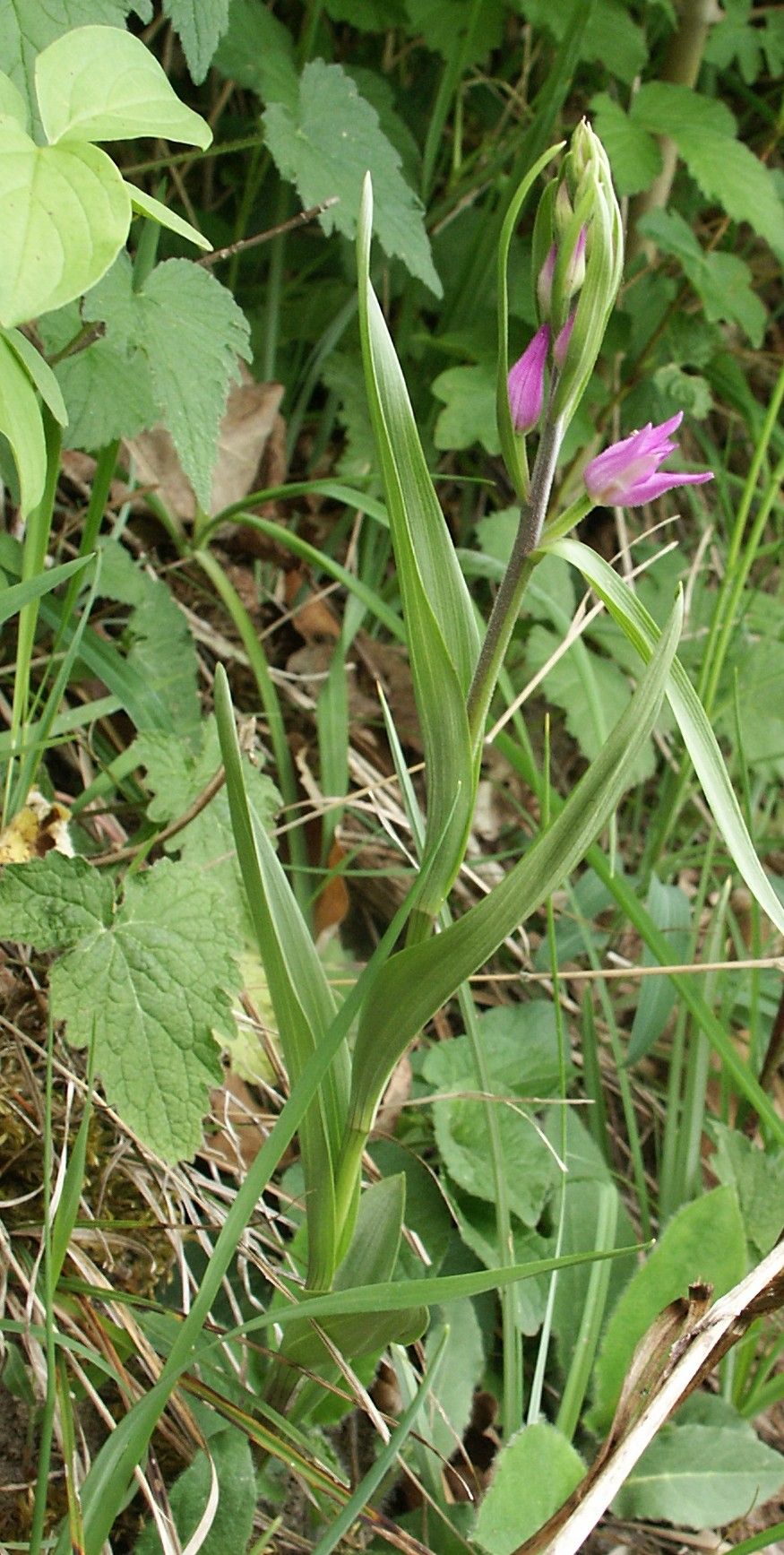
Cephalanthera rubra aufblühend
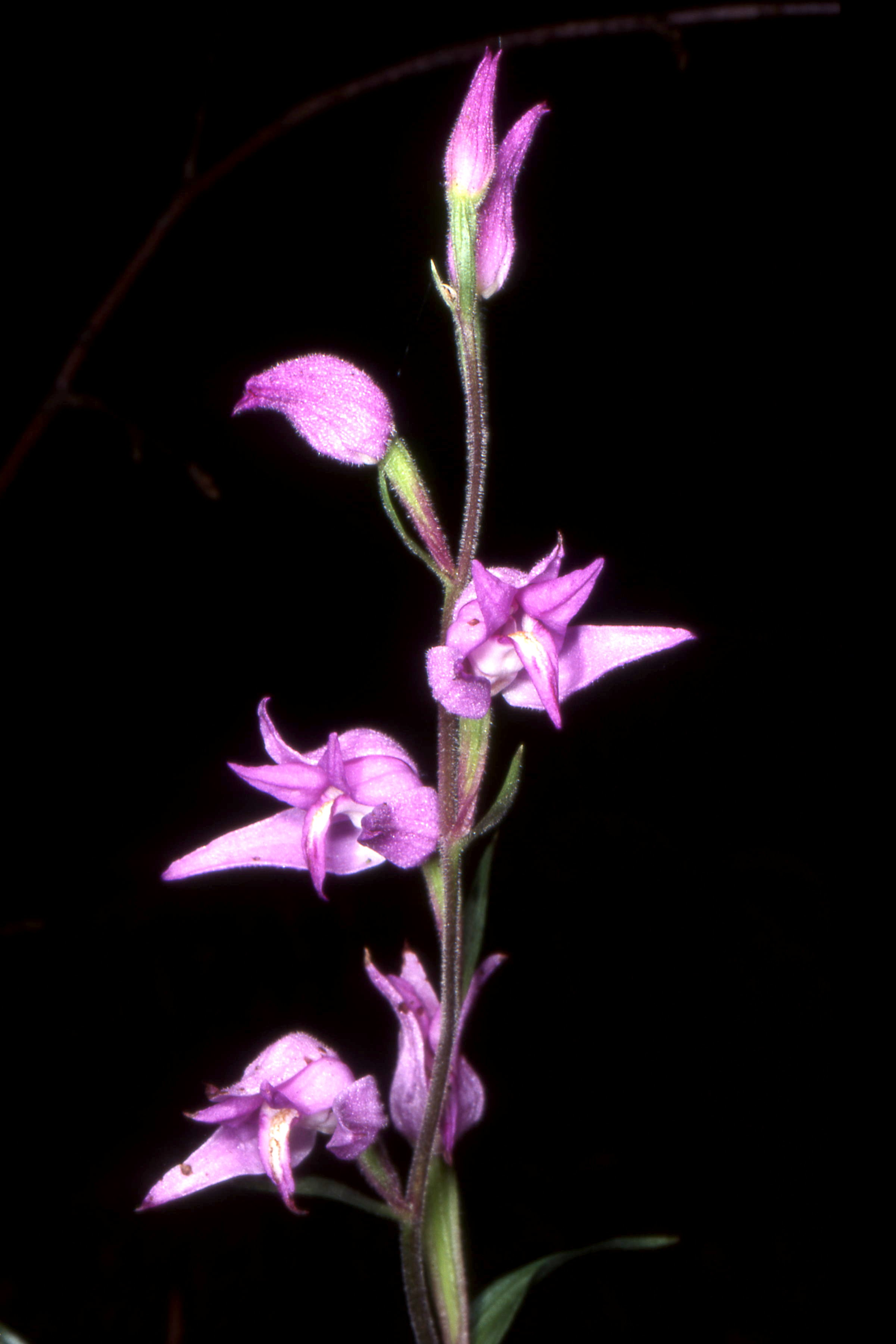
Cephalanthera rubra Blütenstand
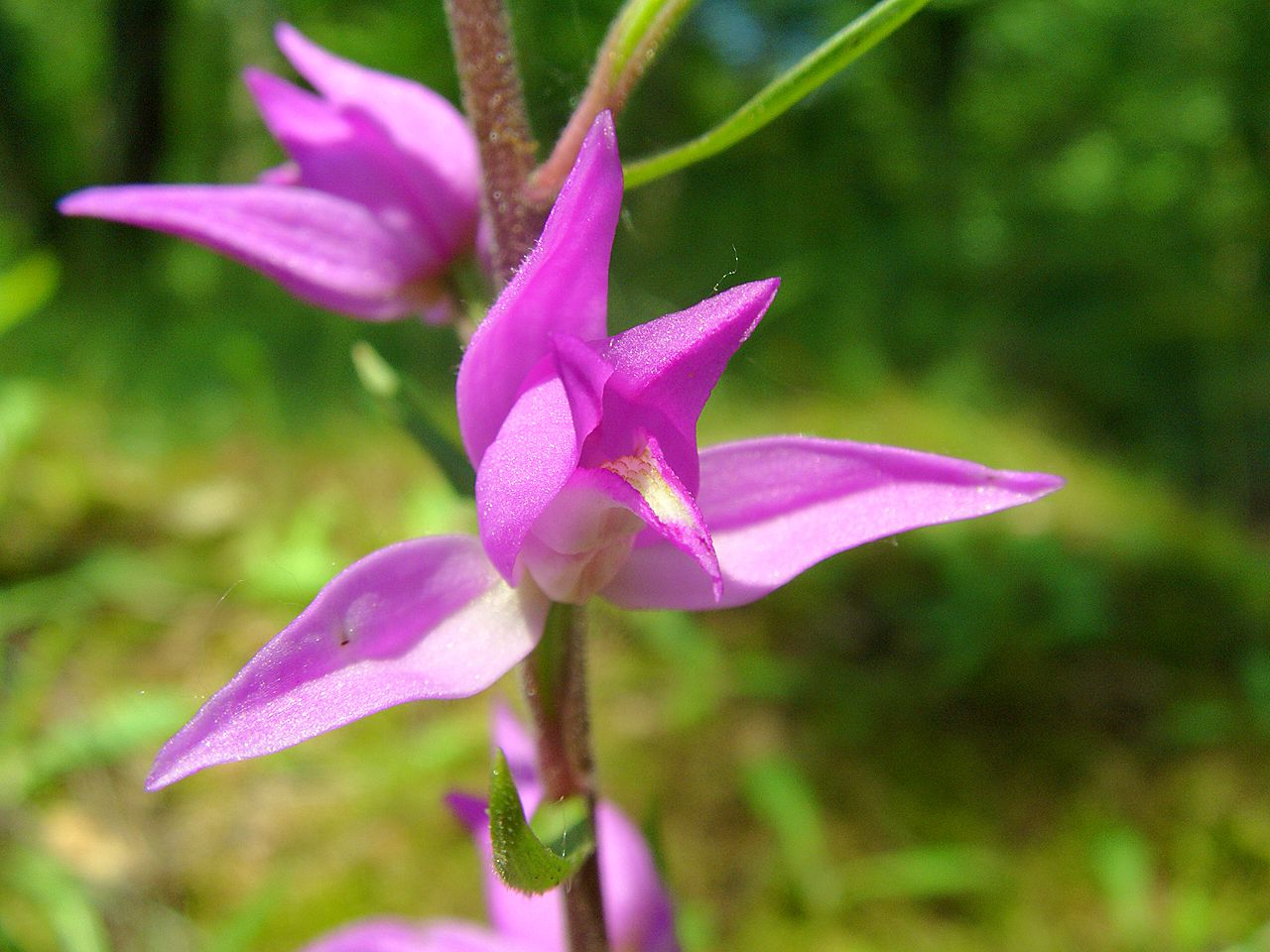
Cephalanthera rubra Blüten
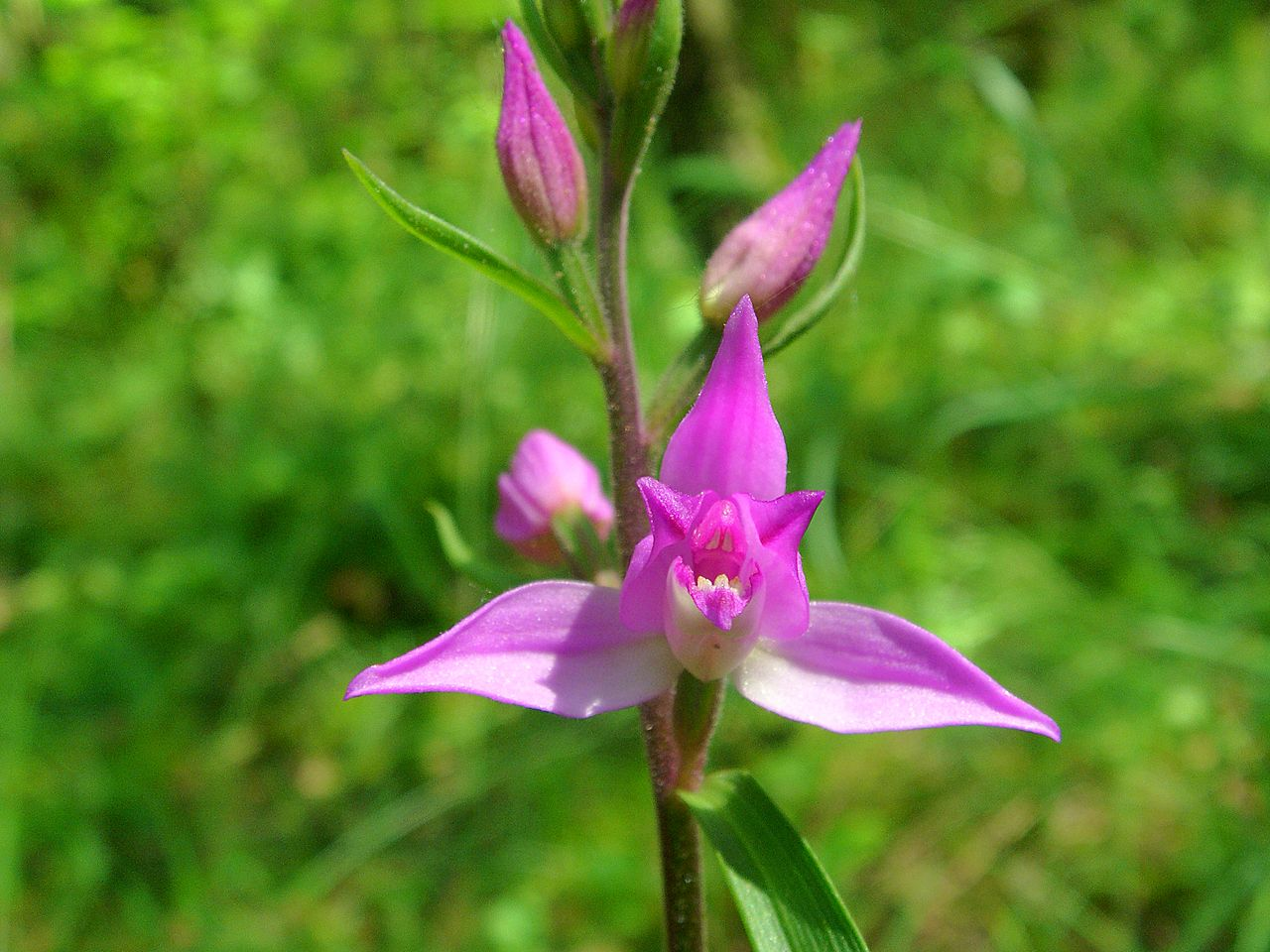
Cephalanthera rubra Blüten
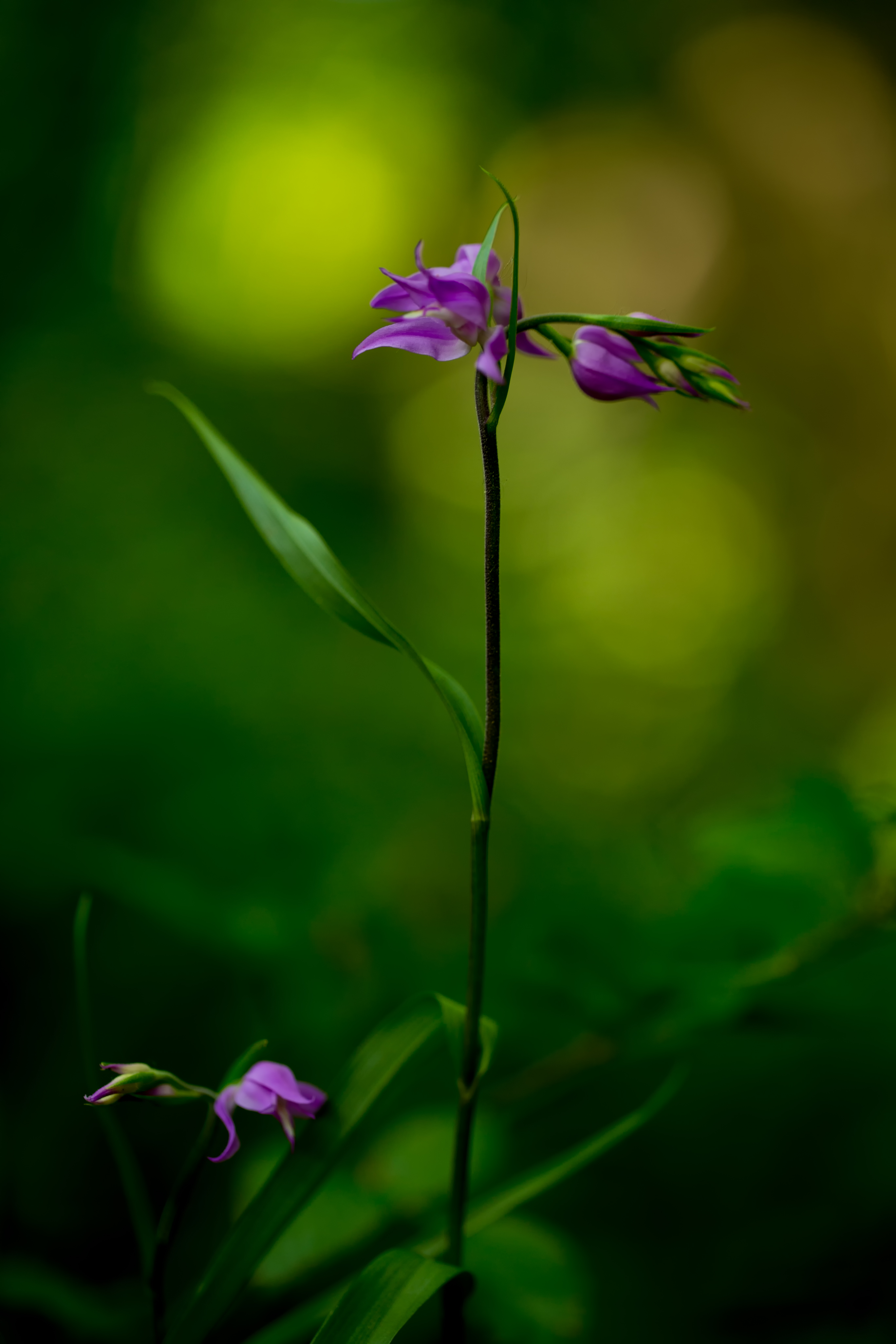
Rotes Waldvöglein im NSG Ersinger Springenhalde (Enzkreis)
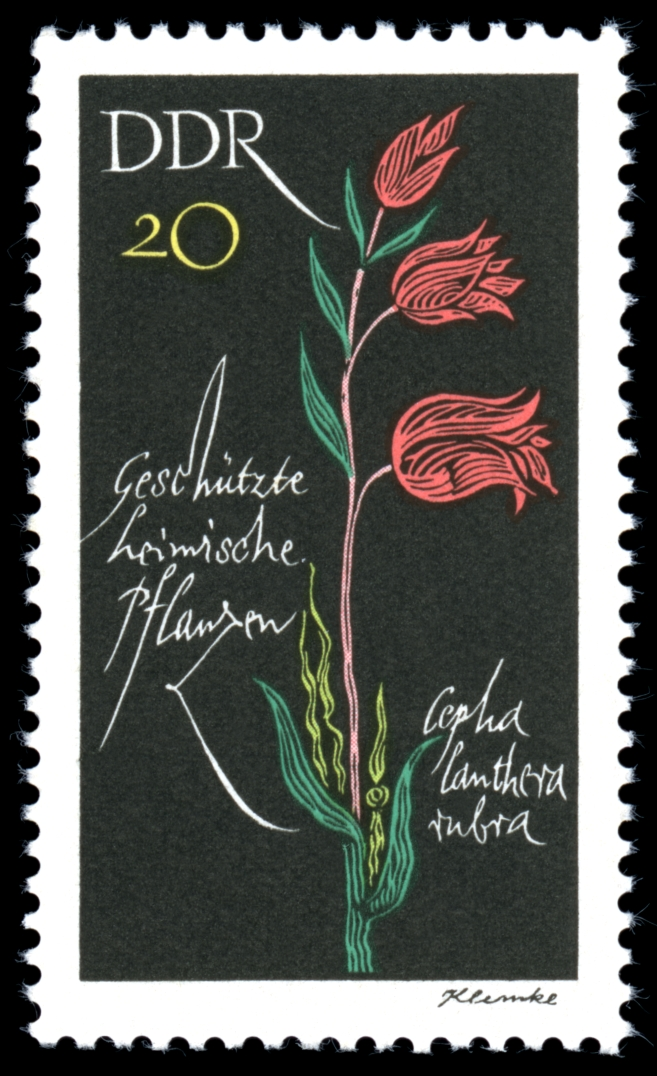
Briefmarke aus der Serie Geschützte heimische Pflanzen (DDR 1966)

## Verweise

### Belege
1. 1 2 3  Adolf Riechelmann: Die Orchideen der Fränkischen Schweiz. Palm & Enke, Erlangen 2011, ISBN 978-3-7896-1701-0, S. 34 ff.
2. ↑  Erich Oberdorfer: Pflanzensoziologische Exkursionsflora für Deutschland und angrenzende Gebiete. Unter Mitarbeit von Angelika Schwabe und Theo Müller. 8., stark überarbeitete und ergänzte Auflage. Eugen Ulmer, Stuttgart (Hohenheim) 2001, ISBN 3-8001-3131-5, S. 270.
3. ↑  Rafaël Govaerts (Hrsg.): Cephalanthera – World Checklist of Selected Plant Families des Royal Botanic Gardens, Kew. Zuletzt eingesehen am 16. Dezember 2016.
4. ↑  
World Checklist of Selected Plant Families 2010, The Board of Trustees of the Royal Botanic Gardens, Kew. In: Datenblatt Cephalanthera rubra In: Euro+Med Plantbase - the information resource for Euro-Mediterranean plant diversity.
5. ↑  Erhard Dörr, Wolfgang Lippert: Flora des Allgäus und seiner Umgebung. Band 1, IHW, Eching 2001, ISBN 3-930167-50-6, S. 387.
6. 1 2  Helmut Baumann, Siegfried Künkele: „Orchidaceae“. In Oskar Sebald u. a.: Die Farn- und Blütenpflanzen Baden-Württembergs. 1. Auflage Band 8, Seite 316. Verlag Eugen Ulmer, Stuttgart 1998, ISBN 3-8001-3359-8
7. ↑  Cephalanthera rubra (L.) Rich. In: Info Flora, dem nationalen Daten- und Informationszentrum der Schweizer Flora. Abgerufen am 8. November 2024.
8. ↑  Gerald Parolly: Cephalanthera. In: Schmeil-Fitschen: Die Flora Deutschlands und angrenzender Länder. 98. Auflage. Verlag Quelle & Meyer, Wiebelsheim 2024, ISBN 978-3-494-01943-7. S. 178.
9. ↑  » Nowe stanowiska, rozmieszczenie i ochrona buławnika czerwonego Cephalanthera rubra (L.) Rich. (Orchidaceae) w Puszczy Augustowskiej (NE Polska). Abgerufen am 6. Dezember 2024 (polnisch).